# Wereldkampioenschap voetbal 2010 (Groep H) Spanje - Honduras
Het groepsduel tussen Spaans voetbalelftal en Hondurees voetbalelftal was voor beide landen de derde wedstrijd bij het WK voetbal 2010 in Zuid-Afrika, en werd gespeeld op 21 juni 2010 (aanvangstijdstip 20:30 uur lokale tijd) in het Ellispark in Johannesburg. Het was de tweede ontmoeting ooit tussen beide landen. De eerste was op het WK van 1982, toen het 1–1 werd.
Het duel, bijgewoond door 54.386 toeschouwers, stond onder leiding van de Japanse scheidsrechter Yuichi Nishimura.

## Wedstrijdgegevens
| Spanje | 2 – 0        | Honduras |
| David Villa 17' David Villa 51' | goals        | |
| Vicente del Bosque | bondscoach   | Reinaldo Rueda |
| |              | |
| Iker Casillas Sergio Ramos 77' Carles Puyol Gerard Piqué Joan Capdevila Sergio Busquets Jesús Navas Xavi Hernández 66' Xabi Alonso Fernando Torres 70' David Villa | opstellingen | Noel Valladares Sergio Mendoza Osman Chávez Maynor Figueroa Emilio Izaguirre Wilson Palacios Walter Martínez Amado Guevara 63' Danilo Turcios 84' David Suazo 46' Roger Espinoza |
| Cesc Fàbregas 66' Juan Mata 70' Álvaro Arbeloa 77' | wissels      | 46'George Welcome 63' Ramón Núñez 84' Jerry Palacios |
| | gele kaarten | Danilo Turcios 8' Emilio Izaguirre 38' |
| | rode kaarten | |

## Overzicht van wedstrijden
| Groepswedstrijden | | | |
| Groep A | Groep B | Groep C | Groep D |
| Zuid-Afrika - Mexico Uruguay - Frankrijk Zuid-Afrika - Uruguay Frankrijk - Mexico Mexico - Uruguay Frankrijk - Zuid-Afrika | Zuid-Korea - Griekenland Argentinië - Nigeria Argentinië - Zuid-Korea Griekenland - Nigeria Griekenland - Argentinië Nigeria - Zuid-Korea | Engeland - Verenigde Staten Algerije - Slovenië Slovenië - Verenigde Staten Engeland - Algerije Slovenië - Engeland Verenigde Staten - Algerije | Duitsland - Australië Servië - Ghana Duitsland - Servië Ghana - Australië Australië - Servië Ghana - Duitsland    |
| Groep E | Groep F | Groep G | Groep H |
| Nederland - Denemarken Japan - Kameroen Nederland - Japan Kameroen - Denemarken Kameroen - Nederland Denemarken - Japan    | Italië - Paraguay Nieuw-Zeeland - Slowakije Slowakije - Paraguay Italië - Nieuw-Zeeland Paraguay - Nieuw-Zeeland Slowakije - Italië       | Ivoorkust - Portugal Brazilië - Noord-Korea Brazilië - Ivoorkust Portugal - Noord-Korea Noord-Korea - Ivoorkust Portugal - Brazilië             | Honduras - Chili Spanje - Zwitserland Chili - Zwitserland Spanje - Honduras Chili - Spanje Zwitserland - Honduras |
| Achtste finales | | | |
| Uruguay - Zuid-Korea Verenigde Staten - Ghana                                                                              | Duitsland - Engeland Argentinië - Mexico                                                                                                  | Nederland - Slowakije Brazilië - Chili | Paraguay - Japan Spanje - Portugal                                                                                |
| Kwartfinales | | | |
| Brazilië - Nederland | Uruguay - Ghana | Argentinië - Duitsland | Paraguay - Spanje                                                                                                 |
| Halve finales | | | |
| Nederland - Uruguay | Nederland - Uruguay | Duitsland - Spanje | Duitsland - Spanje                                                                                                |
| Troostfinale | | | |
| Uruguay - Duitsland | | | |
| Finale | | | |
| Spanje - Nederland | | | |

Hondurese voetbalbond · A-internationals · Selecties · Bondscoaches · Hondurees vrouwenelftal · Olympisch elftal · Honduras U21 · Honduras U19 · Honduras U17
1920 – 1959 ·
1960 – 1969 ·
1970 – 1979 ·
1980 – 1989 ·
1990 – 1999 ·
2000 – 2009 ·
2010 – 2019 ·
2020 − 2029
CGC 2021
CA 2001
WK 1982 · 
WK 2010 · 
WK 2014
OS 2000 · 
OS 2008 · 
OS 2012 ·
OS 2016 ·
OS 2020
1921 · 
1922–1929 · 
1930 · 
1931–1934 · 
1935 · 
1936–1945 · 
1946 · 
1947–1949 · 
1950 · 
1951–1952 · 
1953 · 
1954 · 
1955 · 
1956 · 
1957 · 
1958–1959 · 
1960 · 
1961 · 
1962 · 
1963 · 
1964 · 
1965 · 
1966 · 
1967 · 
1968 · 
1969 · 
1970 · 
1971 · 
1972 · 
1973 · 
1974 · 
1975 · 
1976 · 
1977 · 
1978 · 
1979 · 
1980 · 
1981 · 
1982 · 
1983 · 
1984 · 
1985 · 
1986 · 
1987 · 
1988 · 
1989–1990 · 
1991 · 
1992 · 
1993 · 
1994 · 
1995 · 
1996 · 
1997 · 
1998 · 
1999 · 
2000 · 
2001 · 
2002 · 
2003 · 
2004 · 
2005 · 
2006 · 
2007 · 
2008 · 
2009 · 
2010 · 
2011 · 
2012 · 
2013 · 
2014 · 
2015 · 
2016 ·
2017 ·
2018 ·
2019 ·
2020 ·
2021 ·
2022 ·
2023 ·
2024
Argentinië ·
Australië ·
Azerbeidzjan ·
Belize ·
Bermuda ·
Bolivia ·
Brazilië ·
Canada ·
Chili ·
China ·
Colombia ·
Costa Rica ·
Cuba ·
Curaçao ·
Denemarken ·
Ecuador ·
El Salvador ·
Engeland ·
Finland ·
Frankrijk ·
Grenada ·
Griekenland ·
Guatemala ·
Haïti ·
IJsland ·
Israël ·
Jamaica ·
Japan ·
Joegoslavië ·
Letland · 
Mexico ·
Nederlandse Antillen ·
Nicaragua ·
Nieuw-Zeeland ·
Noord-Ierland · 
Noorwegen ·
Panama ·
Paraguay ·
Peru ·
Puerto Rico ·
Qatar ·
Roemenië ·
Saint Vincent en de Grenadines ·
Saoedi-Arabië ·
Servië ·
Slovenië ·
Spanje ·
Suriname ·
Trinidad en Tobago ·
Turkije ·
Uruguay ·
Venezuela ·
Verenigde Arabische Emiraten ·
Verenigde Staten ·
Wit-Rusland ·
Zambia ·
Zuid-Afrika ·
Zuid-Korea ·
Zwitserland
Chili (2010) ·
Ecuador (2014) ·
Frankrijk (2014) ·
Spanje (2010) ·
Zwitserland (2010) · 
Zwitserland (2014)
RFEF · A-internationals · Selecties · Bondscoaches · Spaans vrouwenelftal · Olympisch elftal · Spanje U21 · Spanje U20 · Spanje U19 · Spanje U18 · Spanje U17 · Spanje U16 · Vrouwen U17
1920 – 1929 ·
1930 – 1939 ·
1940 – 1949 ·
1950 – 1959 ·
1960 – 1969 ·
1970 – 1979 ·
1980 – 1989 ·
1990 – 1999 ·
2000 – 2009 ·
2010 – 2019 ·
2020 − 2029
EK's: 1964 · 
1980 · 
1984 · 
1988 · 
1996 · 
2000 · 
2004 · 
2008 · 
2012 · 
2016 · 
2020 · 
2024
WK's: 1934 · 
1950 · 
1962 · 
1966 · 
1978 · 
1982 · 
1986 · 
1990 · 
1994 · 
1998 · 
2002 · 
2006 · 
2010 · 
2014 · 
2018 · 
2022
OS: 1920 ·
1924 · 
1928 · 
1968 · 
1976 · 
1980 · 
1992 · 
1996 · 
2000 · 
2012 ·
2020
1920 · 
1921 · 
1922 · 
1923 · 
1924 · 
1925 · 
1926 · 
1927 · 
1928 · 
1929 · 
1930 · 
1931 · 
1932 · 
1933 · 
1934 · 
1935 · 
1936 · 
1937 · 1939 · 1940 · 
1941 · 
1942 · 
1943 · 1944 · 
1945 · 
1946 · 
1947 · 
1948 · 
1949 · 
1950 · 
1952 · 
1952 · 
1953 · 
1954 · 
1955 · 
1956 · 
1957 · 
1958 · 
1959 · 
1960 · 
1961 · 
1962 · 
1963 · 
1964 · 
1965 · 
1966 · 
1967 · 
1968 · 
1969 · 
1970 · 
1971 · 
1972 · 
1973 · 
1974 · 
1975 · 
1976 · 
1977 · 
1978 · 
1979 · 
1980 · 
1981 · 
1982 · 
1983 · 
1984 · 
1985 · 
1986 · 
1987 · 
1988 · 
1989 · 
1990 · 
1991 · 
1992 · 
1993 · 
1994 · 
1995 · 
1996 · 
1997 · 
1998 · 
1999 · 
2000 · 
2001 · 
2002 · 
2003 · 
2004 · 
2005 · 
2006 · 
2007 · 
2008 · 
2009 · 
2010 · 
2011 · 
2012 · 
2013 ·
2014 ·
2015 ·
2016 ·
2017 ·
2018 ·
2019 ·
2020 ·
2021 ·
2022
Albanië ·
Algerije ·
Andorra ·
Argentinië ·
Armenië ·
Australië ·
Azerbeidzjan ·
België ·
Bolivia ·
Bosnië en Herzegovina ·
Brazilië ·
Bulgarije ·
Canada ·
Chili ·
China ·
Colombia ·
Costa Rica ·
Cyprus ·
DDR ·
Denemarken ·
Duitsland ·
Ecuador ·
Egypte ·
El Salvador ·
Engeland ·
Estland ·
Equatoriaal-Guinea · 
Faeröer ·
Finland ·
Frankrijk ·
GOS ·
Georgië ·
Griekenland ·
Haïti ·
Honduras ·
Hongarije ·
Ierland ·
IJsland ·
Irak ·
Iran ·
Israël ·
Italië ·
Ivoorkust ·
Japan ·
Joegoslavië ·
Jordanië ·
Kosovo ·
Kroatië ·
Letland ·
Liechtenstein ·
Litouwen ·
Luxemburg ·
Malta ·
Marokko ·
Mexico ·
Nederland ·
Nieuw-Zeeland ·
Nigeria ·
Noord-Ierland ·
Noord-Macedonië ·
Noorwegen ·
Oekraïne ·
Oostenrijk ·
Panama ·
Paraguay ·
Peru ·
Polen ·
Portugal ·
Puerto Rico ·
Roemenië ·
Rusland ·
San Marino ·
Saoedi-Arabië ·
Schotland ·
Servië ·
Servië en Montenegro ·
Slovenië ·
Slowakije ·
Sovjet-Unie ·
Tahiti ·
Tsjechië ·
Tsjecho-Slowakije ·
Tunesië ·
Turkije ·
Uruguay ·
Venezuela ·
Verenigde Staten ·
Wales ·
Wit-Rusland ·
Zuid-Afrika ·
Zuid-Korea ·
Zweden ·
Zwitserland
Australië (2014) ·
Brazilië (2013) ·
Chili (2010) ·
Chili (2014) ·
Costa Rica (2022) ·
Duitsland (2008) ·
Duitsland (2022) ·
Engeland (1982) ·
Engeland (2024) ·
Frankrijk (1984) ·
Frankrijk (2006) ·
Frankrijk (2012) ·
Frankrijk (2021) ·
Griekenland (2008) ·
Honduras (2010) ·
Ierland (2012) ·
Iran (2018) ·
Italië (2008) ·
Italië (2012, 1) ·
Italië (2012, 2) ·
Italië (2016) ·
Italië (2021) ·
Japan (2022) ·
Kroatië (2012) ·
Kroatië (2021) ·
Marokko (2018) ·
Marokko (2022) ·
Nederland (2010) ·
Nederland (2014) ·
Oekraïne (2006) ·
Paraguay (2002) ·
Polen (2021) ·
Portugal (2012) ·
Portugal (2018) ·
Rusland (2008, 1) ·
Rusland (2008, 2) ·
Rusland (2018) ·
Saoedi-Arabië (2006) ·
Slovenië (2002) ·
Slowakije (2021) ·
Sovjet-Unie (1964) ·
Tsjechië (2016) ·
Tunesië (2006) ·
Turkije (2016) ·
West-Duitsland (1982) ·
Zuid-Afrika (2002) ·
Zweden (2008) ·
Zweden (2021) ·
Zwitserland (2010) ·
Zwitserland (2021)